# Apanteles stegenodactylae
Apanteles stegenodactylae är en stekelart som beskrevs av Cameron 1909. Apanteles stegenodactylae ingår i släktet Apanteles och familjen bracksteklar. Inga underarter finns listade i Catalogue of Life.